# Pascual Limachi Ortiz
Pascual Limachi Ortiz (Viacha, 5 de maio de 1963) é prelado boliviano da Igreja Católica Romana. Atualmente exerce a função de ordinário da Prelazia Territorial de Corocoro, sufragânea da Arquidiocese de La Paz, para a qual fora nomeado em 2021. Anteriormente, era bispo-auxiliar da Diocese de El Alto.

## Biografia
Nasceu em Viacha, Bolívia, em 5 de maio de 1963. Em 1984, após serviço militar, iniciou um curso vocacional sob a orientação de Dom Luis Morgan Casey na Paróquia San Agustín em Viacha junto com outros companheiros.
Em 1985, ingressou no Seminário Propedêutico Nacional San Cristóbal de Sucre. No ano seguinte, retornou para La Paz e ingressou no Seminário Maior Arquidiocesano San Jerónimo, onde realizou seus estudos de filosofia e teologia, culminando esta etapa em 1991.
Recebeu a ordenação presbiteral em 29 de junho de 1992, incardinando-se à Arquidiocese de La Paz. Em 1994, por motivo da criação da Diocese de El Alto, desmembrada de La Paz, passou para a nova diocese.
Exerceu os seguintes cargos: pároco de Huarina (1992-1993); vigário paroquial de Achacachi (1993-1994); pároco de Achacachi e vigário episcopal do Vicariato Altiplano Norte por dois períodos (1994-1996, 2002-2008); pároco de San Pío X em El Alto (1996-2002); pároco de Ancoraimes (2008-2009); pároco de La Santísima Trinidad em El Alto (2009-2019); vigário geral (2015-2019).
Em 16 de abril de 2019, o Papa Francisco nomeou-o bispo titular de Belesasa e auxiliar da Diocese de El Alto. Sua sagração episcopal se deu em 26 de junho seguinte na Catedral da Virgem da Candelária em El Alto, por imposição das mãos do ordinário local, Dom Eugenio Scarpellini, auxiliado por Dom Angelo Accattino, núncio apostólico na Bolívia, e por Dom Giovani Edgar Arana, igualmente bispo-auxiliar de El Alto.
Em 10 de fevereiro de 2021, o Sumo Pontífice nomeou-o ordinário da Prelazia Territorial de Corocoro, vacante havia quase um ano com a transferência do bispo anterior, Dom Percy Lorenzo Galván Flores, para a Arquidiocese de La Paz. A cerimônia de posse ocorreu em 7 de abril, na Paróquia Sagrado Corazón de Jesús de Patacamaya.